# 1866 (numero)
Milleottocentosessantasei (1866) è il numero naturale dopo il 1865 e prima del 1867.

## Proprietà matematiche
- È un numero pari.
- È un numero composto da 8 divisori: 1, 2, 3, 6, 311, 622, 933, 1866. Poiché la somma dei suoi divisori (escluso il numero stesso) è 1878 > 1866, è un numero abbondante.
- È un numero sfenico.
- È un numero intoccabile.
- È un numero semiperfetto in quanto pari alla somma di alcuni (o tutti) i suoi divisori.
- È un numero intero privo di quadrati.
- È un numero malvagio.
- È parte delle terne pitagoriche (1866, 2488, 3110), (1866, 96712, 96730), (1866, 290160, 290166), (1866, 870488, 870490).

## Astronomia
- 1866 Sisyphus è un asteroide near-Earth.

## Astronautica
- Cosmos 1866 è un satellite artificiale russo.